# Poa variegata
Poa variegata är en gräsart som beskrevs av Jean-Baptiste de Lamarck. Poa variegata ingår i släktet gröen, och familjen gräs. Inga underarter finns listade i Catalogue of Life.